# Szent Paraszkiva-fatemplom (Szerfalva)
A szerfalvi Szent Paraszkiva-fatemplom műemlékké nyilvánított épület Romániában, Máramaros megyében. A romániai műemlékek jegyzékében az  MM-II-m-A-04640 sorszámon szerepel.